# 加莱 (阿列日省)
加莱（法語：Galey，法語發音：[ɡalɛ]）是法国阿列日省的一个市镇，属于聖日龍區。

## 地理
加莱（42°56'9"N, 0°54'56"E）面积9.35 平方千米，位于法国奧克西塔尼大區阿列日省，该省份为法国西南部内陆省份，西部和北部与上加龙省接壤，东临奥德省，东南至东比利牛斯省接壤，南与安道尔和西班牙接壤。
与加莱接壤的市镇（或旧市镇、城区）包括：欧日兰、圣让迪卡斯蒂约奈、圣拉里、埃朗、波尔泰达斯佩。

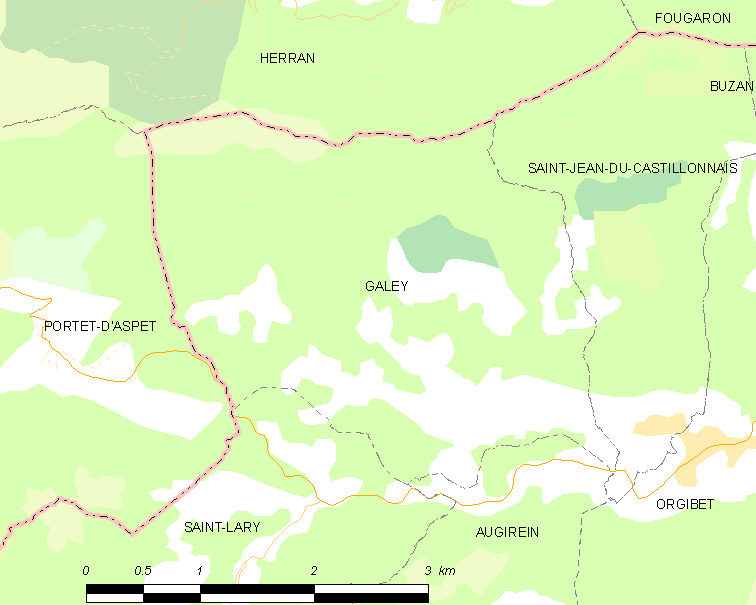
的OSM定位图

加莱的时区为UTC+01:00、UTC+02:00（夏令时）。

## 行政
加莱的邮政编码为09800，INSEE市镇编码为09129。

## 政治
加莱所属的省级选区为库斯朗西县。

## 人口

1962-2008年间人口变化图示

加莱于2022年1月1日时的人口数量为113人。